# إبراهيم المنوفي
إبراهيم المنوفي هو إبراهيم بن محمد بن جعفر الحسيني الإدريسي المنوفي المكي الشافعي . أديب ,شاعر وطبيب حجازي
ولد بمكة المكرمة في أواخر القرن الحادي عشر للهجرة (السابع عشر للميلاد).أخذ من كبار علماء عصره .
من مؤلفاته في الطب ((رسالة في علم الطب))